# Sebastiano Grasso
Sebastiano Grasso (Catania, 13 febbraio 1978) è un ex cestista italiano.
Di ruolo guardia, alto 197 cm, ha giocato in Serie A1 con Viola Reggio Calabria, Andrea Costa Imola e Pallacanestro Messina

## Carriera
Fino al 1996 ha fatto parte del settore giovanile della Viola, riuscendo durante questo periodo ad ottenere due fugaci apparizioni nella massima serie, finendo a referto in una gara nel 1993-94 (contro la Buckler Bologna) e in una nel 1996-97 (contro la Scavolini Pesaro).
Dopo la parentesi di Montegranaro ha giocato in Serie A con la stessa Viola Reggio Calabria, ma anche con l'Andrea Costa Imola e la Pallacanestro Messina, per poi continuare la sua carriera in Legadue e nelle serie minori.

## Palmarès
- Promozione in Serie A: 2
Viola Reggio Calabria: 1998-99; Pall. Messina: 2002-03.